# Alexis Love
Alexis Love (Sacramento, California; 7 de abril de 1987) es una modelo erótica y actriz pornográfica estadounidense.

## Carrera
Alexis Love ingresó a la industria pornográfica en agosto de 2006. Suele aparecer en filmes donde explota su apariencia de niña. Esta actriz de ascendencia mexicana ha trabajado para empresas como Bangbros y ALS Scan. Su filmografía consiste de películas en las que realiza escenas heterosexuales, bisexuales y solos. También ha realizado desnudos artísticos.
Love fue nombrada Pet of the Month para la revista Penthouse en mayo de 2008.
En 2008, apareció en The Howard Stern Show y The Maury Show.

## Filmografía
2007:
- Eye See Me.
- Brown Eyed Girl.
- Exploited Babysitter.
- Fresh Pussy 4.
- Jack's Leg Show.
- Keep Em Cummin.
- Teen Machine #2.
- No Man's Land: Latín Edition 9.
- Slutinas 3.
- Teen Idol #4.
- I Love Alexis.
- Spring Chickens 18.

2006:
- Teens in Tight Jeans 2.
- 18 & Easy 5.
- Big Titty Solos.
- Deep Throat this 34.
- Erotica XXX 14.
- Façade.
- Fucking Myself 2.
- Young Tight Latinas #11.
- Hard Candy 3.
- Jack's POV 5.
- Supernaturals #7.
- New Chicks Cum First 2.
- No Swallowin Allowed 11.
- Stuffin Young Muffins 6.
- We Fuck Em Young.
- Young Fuckin Bitches.